# Élections législatives de 1967 dans le Doubs
Les élections législatives françaises de 1967 se déroulent les 5 et 12 mars 1967. Dans le département du Doubs, trois députés sont à élire dans le cadre de trois circonscriptions.

## Élus
| Circonscription | Député sortant  | Parti | Parti   | Député élu ou réélu | Parti | Parti       |
| --------------- | --------------- | ----- | ------- | ------------------- | ----- | ----------- |
| 1re             | Jacques Weinman |       | UNR-UDT | Jacques Weinman     |       | UD-Ve       |
| 2e              | Georges Becker  |       | UNR-UDT | André Boulloche     |       | FGDS (SFIO) |
| 3e              | Louis Maillot   |       | UNR-UDT | Edgar Faure         |       | UD-Ve       |

## Résultats

### Résultats à l'échelle du département
| Parti          | Parti                                           | Premier tour | Premier tour | Second tour | Second tour | Sièges |
| Parti          | Parti                                           | Voix         | %            | Voix        | %           | Sièges |
| -------------- | ----------------------------------------------- | ------------ | ------------ | ----------- | ----------- | ------ |
|                | Union des démocrates pour la Ve République      | 87 540       | 49,94        | 65 297      | 49,39       | 2      |
|                | Union des républicains de progrès               | 87 540       | 49,94        | 65 297      | 49,39       | 2      |
|                |                                                 |              |              |             |             |        |
|                | Section française de l'Internationale ouvrière  | 49 806       | 28,41        | 66 914      | 50,61       | 1      |
|                | Fédération de la gauche démocrate et socialiste | 49 806       | 28,41        | 66 914      | 50,61       | 1      |
|                |                                                 |              |              |             |             |        |
|                | Parti communiste français                       | 30 297       | 17,28        | Retrait     | Retrait     | 0      |
|                | Progrès et démocratie moderne                   | 7 645        | 4,36         |             |             | 0      |
|                |                                                 |              |              |             |             |        |
| Inscrits       | Inscrits                                        | 220 380      | 100,00       | 168 309     | 100,00      | 3      |
| Abstentions    | Abstentions                                     | 39 843       | 18,08        | 33 355      | 19,82       |        |
| Votants        | Votants                                         | 180 537      | 81,92        | 134 954     | 80,18       |        |
| Blancs et nuls | Blancs et nuls                                  | 5 249        | 2,91         | 2 743       | 2,03        |        |
| Exprimés       | Exprimés                                        | 175 288      | 97,09        | 132 211     | 97,97       |        |

### Résultats par circonscription

#### Première circonscription (Besançon)
| Candidat       | Candidat                      | Parti          | Premier tour | Premier tour | Second tour | Second tour |  |
| Candidat       | Candidat                      | Parti          | Voix         | %            | Voix        | %           |  |
| -------------- | ----------------------------- | -------------- | ------------ | ------------ | ----------- | ----------- |  |
|                | Jacques Weinman sortant réélu | UD-Ve          | 31 279       | 49,55        | 36 085      | 57,23       |  |
|                | Raymond Vauthier              | FGDS (SFIO)    | 15 710       | 24,89        | 26 973      | 42,77       |  |
|                | André Vagneron                | PCF            | 8 492        | 13,45        | Retrait     | Retrait     |  |
|                | Jean-François Pernot          | CD (PDM)       | 7 645        | 12,11        |             |             |  |
|                |                               |                |              |              |             |             |  |
| Inscrits       | Inscrits                      | Inscrits       | 82 326       | 100,00       | 82 318      | 100,00      |  |
| Abstentions    | Abstentions                   | Abstentions    | 17 801       | 21,62        | 17 537      | 21,3        |  |
| Votants        | Votants                       | Votants        | 64 525       | 78,38        | 64 781      | 78,7        |  |
| Blancs et nuls | Blancs et nuls                | Blancs et nuls | 1 399        | 2,17         | 1 723       | 2,66        |  |
| Exprimés       | Exprimés                      | Exprimés       | 63 126       | 97,83        | 63 058      | 97,34       |  |

#### Deuxième circonscription (Montbéliard)
| Candidat       | Candidat               | Parti          | Premier tour | Premier tour | Second tour | Second tour |  |
| Candidat       | Candidat               | Parti          | Voix         | %            | Voix        | %           |  |
| -------------- | ---------------------- | -------------- | ------------ | ------------ | ----------- | ----------- |  |
|                | Georges Becker sortant | UD-Ve          | 27 771       | 40,24        | 29 212      | 42,24       |  |
|                | André Boulloche élu    | FGDS (SFIO)    | 23 496       | 34,05        | 39 941      | 57,76       |  |
|                | Serge Paganelli        | PCF            | 17 739       | 25,71        | Retrait     | Retrait     |  |
|                |                        |                |              |              |             |             |  |
| Inscrits       | Inscrits               | Inscrits       | 86 002       | 100,00       | 85 991      | 100,00      |  |
| Abstentions    | Abstentions            | Abstentions    | 15 671       | 18,22        | 15 818      | 18,39       |  |
| Votants        | Votants                | Votants        | 70 331       | 81,78        | 70 173      | 81,61       |  |
| Blancs et nuls | Blancs et nuls         | Blancs et nuls | 1 325        | 1,88         | 1 020       | 1,45        |  |
| Exprimés       | Exprimés               | Exprimés       | 69 006       | 98,12        | 69 153      | 98,55       |  |

#### Troisième circonscription (Pontarlier)
|                | Edgar Faure élu | UD-Ve          | 28 490 | 66,02  |  |  |  |
|                | Robert Schwint  | FGDS (SFIO)    | 10 600 | 24,56  |  |  |  |
|                | Robert Charles  | PCF            | 4 066  | 9,42   |  |  |  |
|                |                 |                |        |        |  |  |  |
| Inscrits       | Inscrits        | Inscrits       | 52 052 | 100,00 |  |  |  |
| Abstentions    | Abstentions     | Abstentions    | 6 371  | 12,24  |  |  |  |
| Votants        | Votants         | Votants        | 45 681 | 87,76  |  |  |  |
| Blancs et nuls | Blancs et nuls  | Blancs et nuls | 2 525  | 5,53   |  |  |  |
| Exprimés       | Exprimés        | Exprimés       | 43 156 | 94,47  |  |  |  |